# Djurgårdens IF Fotboll 1938/1939
Djurgårdens IF Fotboll, spelade 1938/1939 i Division 2 Norra, man kom på 3:e plats. DIF hade ett hemmapubliksnitt på 4051 och Per Larner blev lagets bäste målskytt med 16 mål.

## Trupp
- B Albertz
- Sigvard Bergh
- Bo Björkman
- Gunnar Blomström
- Bengt Garpe
- Henry Hagelin
- G Lantz
- Per Larner
- Sture Larsson
- C Lund
- Gunnar Lundgren
- Malmer
- Nils Nierenburg
- Erik Nordgren
- Holger Oscarsson
- Allan Persson
- Curt Sandberg
- Gunnar Sandberg
- S Söderström
- Birger Warneby
- Thure Wickberg